# Hypoponera malayana
Hypoponera malayana is een mierensoort uit de onderfamilie van de Ponerinae. De wetenschappelijke naam van de soort is voor het eerst geldig gepubliceerd in 1929 door Wheeler, W.M..